# トコジラミ
トコジラミ（床虱、学名：Cimex lectularius）とは、半翅目トコジラミ科に属する吸血性の昆虫の1種。広義にはトコジラミ科そのものを指す。南京虫（なんきんむし）や床虫（とこむし）という別名でも知られる。

## 名称
「南京虫」の「南京」とは、江戸時代には海外から伝わってきた小さいもの、珍しいものに付けられる名だった（他の用例として南京錠、南京豆などが挙げられる）。この昆虫は海外からの荷物に付着して伝わってきたと考えられている（→#日本）。明治期は兵舎で発生したことから鎮台虫と呼ばれたほか、寝床で吸血被害を受けることから寝台虫や床虱とも呼ばれるようになった。トコジラミという和名に関しては、単に英名 bed bug を訳したものとも、中国・南京との関係がないことから南京虫の名称が不適切として、代わってそう呼ばれるようになったものとも言われる。
中国語では床蝨のほか、臭腺から出される刺激臭にちなんで「臭虫」と呼ばれ、本種を「温帯臭虫」「温帯床蝨」、ネッタイトコジラミを「熱帯臭虫」「熱帯床蝨」と称して区別する。ネッタイトコジラミとの混称と思われるが、地方名に、「あーぬん」（沖縄県石垣島）、「あやぬん」（沖縄県小浜島）、「ひーらー」、「っちゅくぇびーら（人食いひら）」（首里方言）、「あかめ」（東京都八丈島）などがある。英語ではトコジラミ、ネッタイトコジラミともに「bedbug」の名称が使われるが、トコジラミを特に指す場合は「common bedbug」と言う。学名はラテン語で、Cimexは虫 (bug)、lecturariusはベッド (bed)や長椅子 (couch)という意味である。

## 分布
特に温暖な地域に多いが、世界各地に分布する種である。飛翔能力がなく、自力では長距離を移動することはできないが、人間の荷物または輸送される家具に取り付くことで、その分布を拡大する。

## 分類
「シラミ」と命名されているが、シラミ目ではなくカメムシ目トコジラミ科の昆虫で、捕食性のカメムシであるマキバサシガメ科やハナカメムシ科に近縁である。トコジラミ科の昆虫は全て吸血性であるが、そのほとんどは主に鳥類やコウモリ類を宿主とする。一方で本種やネッタイトコジラミ（学名：Cimex hemipterus。別名：タイワントコジラミ、ネッタイナンキンムシ）のようなヒトを宿主とする種類も知られる。

## 形態
卵は長径1.2 mm程度の長円形で乳白色、幼虫は1齢時点で体長1 mmから1.3 mm程度、透明または淡黄色。体色は脱皮を重ねるにつれて褐色味が強くなる。成虫はゴキブリの幼虫や摂食前のダニを思わせる見た目をしており、卵形もしくは円盤状で扁平、体長は5 mmから8 mm程度。体色は吸血前は茶褐色もしくは赤褐色を呈し、吸血後は腹部の色が濃化して見え、腹部の体節も伸びることで体長は最大1.5倍、体重も4倍程度に増える。卵、幼虫、成虫と段階を踏んで成長する不完全変態の昆虫で、幼虫と成虫はほぼ同じ形をしている。
頭部には側縁に突出した複眼、腹面に接してストロー状に発達した口器がある。翅は前翅に相当する半翅鞘があるが機能せず、飛翔能力はない。腹部は雌成虫は丸みを帯び、雄成虫は雌よりも先が尖った形状をしている。脚は素早く移動できるほど発達しているほか、後脚基部に臭いを発する臭腺があり、防御のためにここから刺激臭を出すことがある。刺激臭は油っぽいとされ、カメムシほど強くはないにせよ独特である。
ネッタイトコジラミとは形態的によく似ているが、胸部で区別することができる。ネッタイトコジラミは前胸背板の側縁部がそれほど張り出しておらず、辺縁部には直角方向に毛が生えているのに対し、本種はネッタイトコジラミよりも側縁部が張り出しており、毛の生える方向も斜め後ろ向きである。腹部の形態にも差異を認めることができ、本種は円形なのに対してネッタイトコジラミは後縁部が凹んでいる。
雄成虫は腹部末端に生殖器を伴う把握器を具えるのに対し、雌成虫には腹部第5節の右側に特徴的な切れ込み (ectospermalege)があり、雄は交尾の際にこの切れ込みに把握器を挿入し雌に精子を提供する（→#ギャラリー）。

## 生活環
摂氏25度の条件下で孵化した幼虫は吸血から3日程度で2齢幼虫となり、以降5齢幼虫まで脱皮と吸血を繰り返し、成虫に羽化するまでに少なくとも5回吸血する。孵化から羽化までの期間は35日から45日程度であることが多く、羽化後1日から2日で交尾を、2日から3日で吸血をするようになる。雌成虫は吸血後5日程度で潜伏場所に数個産卵し、以降吸血と産卵のサイクルを生涯に20回から30回ほど繰り返す。累計産卵数は100個から200個で、500個に上ることもあるというが、これほどの多産は普通ではない。
卵期間や幼虫期間、成虫の寿命など、生活環は温度条件に左右されるところが大きい。永廣 (2014)によると、平均産卵数は15度の条件下で8.8個、30度で14.4個と、温度条件による差は大きくないが、吸血から産卵までの期間は15度で平均11.8日、30度で平均3.3日、卵期間は15度で平均37.4日、30度で平均5日と倍以上の差が見られる。また、卵は37度以上または7度以下の条件下では孵化しない。成虫の寿命は22度前後においては4か月程度だが、10度においては1年以上に及ぶ。

## 生態
トコジラミは雄雌ともに吸血し、幼虫・成虫にかかわらず、その全生存期間を通じて栄養分を血液に頼る。夜間、特に深夜に行動し、呼気中の二酸化炭素や体温を頼りに吸血源を探して吸血するが、無吸血状態が2週間以上続くと昼間でも活発に吸血する。また、暗所であれば昼間でも活動し、光を嫌うため夜間でも照明がある場合は基本的に隙間に隠れている。潜伏時は数十匹程度の集団でいることが多く、100匹を超える規模になることもある。
吸血時は口器を皮膚に突き刺し、この1回で吸血行動を済ませることが多いが、満腹になるまで何回か刺し変えることもある。吸血時間は幼虫で5分程度、成虫で平均15分程度。ヒトに限らずイヌやネコ、ネズミや鳥類も吸血源とする。飢餓耐性は強く、摂氏10度下の絶食で平均485日間生存したほか、半数が300日の絶食に耐え、交尾後正常に産卵した雌もいたという記録がある。天敵としてはクモのほか、アリやダニなどが挙げられる。
ボルバキアという共生細菌がいないと、正常な成長や繁殖が困難であることが、研究で明らかにされた。近親交配が不利にならず日常的に行っており、一匹の妊娠したメスがいれば、その子供達同士で交尾し、大規模に繁殖をすることができる。その交尾は外傷性受精と呼ばれる特殊な様式で、雄は把握器で雌の腹部を刺し、把握器に付く生殖器を挿入して体腔内に精子を放出する。放出された精子は交尾後数時間にわたりmesospermalegeと呼ばれる器官に貯蔵されたのち、同じく精子の貯蔵器官であるSeminal conceptaclesを経由して卵巣に至る。

## トコジラミ刺症

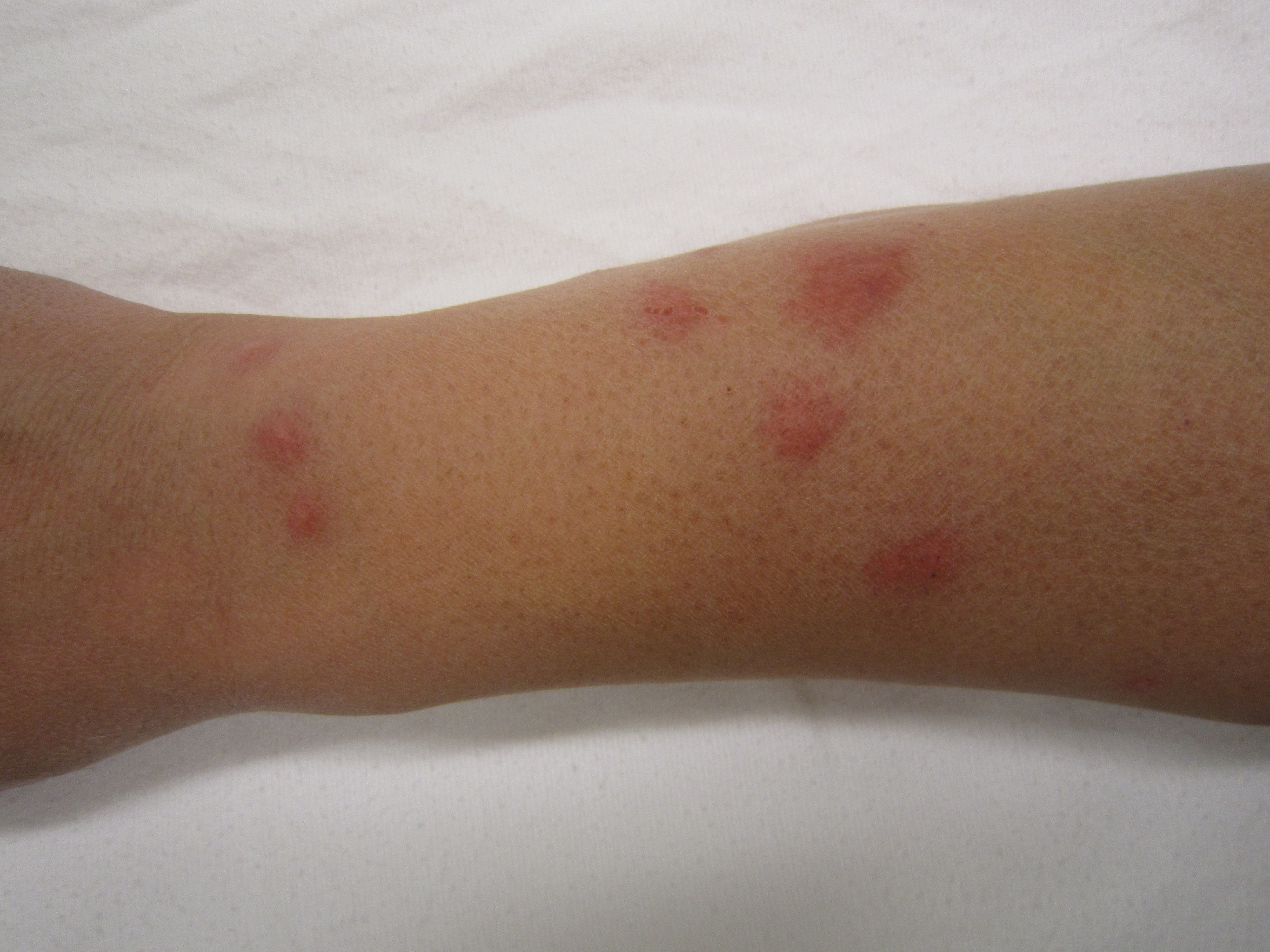
トコジラミに刺咬された痕

トコジラミは刺咬する際、血液が凝固しないように唾液を宿主の体内に注入するが、唾液に含まれる物質が引き起こすアレルギー反応でトコジラミ刺症と呼ばれる痒みを伴う皮膚炎（虫刺症）が生じることがある。症状の程度は以前の刺咬経験の有無や個々人の免疫反応によるところが大きく、強い痒みや腫脹がしばらく続く人もいれば無症状の人もいる。
初めて刺咬された場合は症状は表れないが、2回目以降は吸血後1日から2日で痒みを伴う皮疹や紅斑が表れ、この症状は吸血が繰り返されるにつれて次第に吸血直後に表れるようになり、最終的に吸血されても皮疹が生じることがなくなる。
トコジラミ刺症の臨床像はネコノミやイエダニによる虫刺症に似るが、これらは被覆部によく見られるのに対し、トコジラミ刺症は露出部に多く、したがって皮疹分布は診断の判断材料となる。加えて大きさも腫脹の程度も他の虫刺症と比べて大きいことが多い。
腫れやかゆみ以外にも発熱や水ぶくれなどの症状が出ることがあり、不眠といった精神的な不調の原因にもなりうる。抗体発現後に吸血された場合はまれながら全身性蕁麻疹などの重症に繋がることがあり、貧血やアナフィラキシー反応の報告例もある。俗に、刺されると肌に2つの赤い痕跡（刺し口）が残ると言われるが、1つのことも複数のこともある。必要に応じてコルチコステロイドや抗ヒスタミン薬の塗布・投与などの対症療法が講じられ、刺咬の痕跡やかゆみは個人差あるが1週間から2週間程度で消える。
近縁種であるネッタイトコジラミ、コウモリトコジラミ、ツバメトコジラミも人から吸血する。
同じカメムシ目の昆虫にはシャーガス病を媒介するオオサシガメ類が存在する。しかし、ペストや発疹チフスを媒介すると言われる一方で、2023年時点でトコジラミが媒介する伝染病は確認されていない。トコジラミの体からB型肝炎ウイルスなど幾つかの人間の病原体を検出した例があるが、吸血行動により感染症が媒介されるとするエビデンスは認められていない。

## 防除方法

### 予防・早期発見

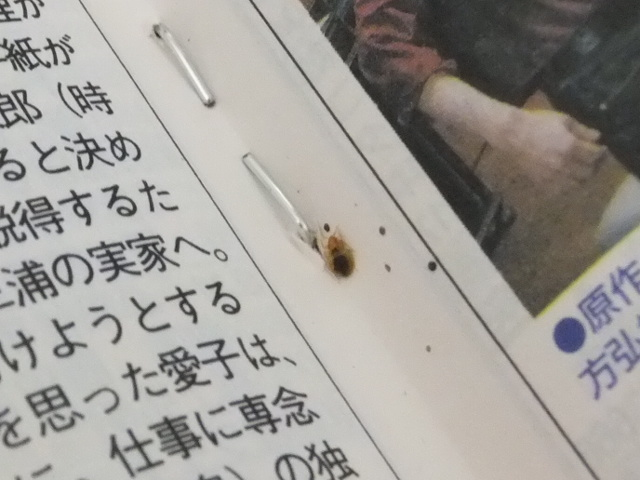
長期間放置された見開き雑誌の綴じ部分にも潜んでいる場合がある。

- 旅行先、宿泊先では荷物は床に直接置かず、袋に入れたり[18]、平滑面を苦手とすることから平滑な脚の付いた台の上や浴室内に置くなどして[21][57]、ベッド周辺や隙間などにトコジラミや血糞由来のシミがないか確認する[57]。予防策としては他にも、防虫剤を荷物や旅行カバンの中に入れたり[58][57]、肌の露出部に塗布したり[57]、就寝時に照明をつけたままにしておくなどがある[8]。また移動先からトコジラミを持ち帰らないよう帰宅後の荷物点検も重要である[8]。
- 完璧な予防策はないが、隙間を塞ぐなどして潜伏しうる場所を減らすことは有用である[59]。住居では、カーペットや絨毯の裏、畳の隙間やコンセントの隙間、壁の隙間、ベッドの裏、家具などの引き出しの裏や継ぎ目、カーテンの折り目、衣類の縫い目、本の中などに隠れていることが多いので重点的に点検する[8][60]。生息調査の手がかりになるものとして、吸血後排泄される血糞に由来する茶褐色のシミ[38]、臭腺から出る刺激臭などがあり[50]、嗅覚に優れる犬を訓練し臭いを頼りに発見する試みもある[18][61]。探知犬は個体差があることや管理費用がかかることといった問題点が指摘されているものの、訓練次第で良好な結果が出たとする試験結果があり、定期的に探知犬の認定試験を行う団体もある[62]。

### 駆除
潜伏場所を的確に把握しなければならないこと、卵や幼虫の発見が難しいこと、殺虫剤の効かない卵の孵化を待つ必要があることなどから駆除の難易度が高い。駆除方法としては以下のものがあり、総合的有害生物管理の観点から事前調査に基づく防除方法の組み合わせが重要視される。
殺虫剤・薬剤
殺虫剤で駆除する場合、潜伏場所へ散布し、予測される行動範囲内にも散布しておくことが一般的である。
2022年以降は従来のピレスロイド系殺虫剤に薬剤抵抗性をもった耐性種が韓国などで大発生し、それらが旅行客の荷物や通販のダンボール箱を介して日本国内に持ち込まれる事例が相次いで報道され、トコジラミによる被害相談件数も過去最多を更新している。これらの薬剤耐性トコジラミに対しては、有機リン系（フェニトロチオンなど）やカーバメイト系（プロポクスルなど）、オキサジアゾール系（メトキサジアゾンなど）が有効であることが明らかになっている。市販殺虫剤の製造元ではオキサジアゾール系を配合することで対応している。一方で、カーバメイト系や有機リン系、ネオニコチノイド系に対する抵抗性の報告例がある。
アメリカ合衆国などではフッ化スルフリルを用いて家具や建物全体を燻蒸するという防除方法がある。手間やコストを要することから建物全体の燻蒸はそう多くないが、私物の防除策としては有効である。

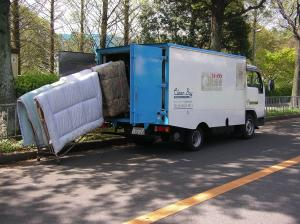
寝具の加熱乾燥処理車

加熱処理
加熱処理の方法としては熱風や高温スチームを当てる、直射日光にさらすなどがある。専用加熱装置で建物や部屋全体を加熱するやり方もあり、その場合は44℃から45℃以上の高温を長時間維持し、隙間などの潜伏場所にも熱が行き渡るような調整が重要とされる。スチー厶アイロン等を使用する場合、潜伏場所となる寝具やマットレス周囲に90-100℃の高温スチームを1か所につき3-5秒ずつ、念入りに当てる。宿泊施設では、寝具を業務用の加熱乾燥車などを使用して高温熱風駆除を導入している所もある。枕や掛け布団など寝具に殺虫剤などの化学薬剤を使用せずに済むため人体や環境への負担がないこと、また薬剤抵抗性のトコジラミや、薬剤が効かない虫卵に対しても非常に有効で、ランニングコストも安いことなどから、メリットの多い駆除法として宿泊業界では第一選択の駆除法となっている。
掃除機による吸引
針金などで潜伏中のトコジラミを掻き出しながら、細いノズルで吸い取る。卵、幼虫、成虫ともに接着力が高いため、擦り付けるようにして除去する。
冷却処理
冷却処理の方法としては冷凍庫の使用や粉末状ドライアイスの噴入などがある。
洗濯
衣類に付着した個体を駆除する方法で、60℃の湯で90分の洗浄、40℃以上で30分以上の回転乾燥、パークロロエチレンによるドライクリーニングなどで死滅したとする報告がある。
寝具の包み込み
トコジラミの出入りが防止できるよう縫製されたカバーで寝具を隙間なく包む方法。寝具の廃棄を抑えられること、白いカバーであればトコジラミが発見しやすくなるといった利点がある。
廃棄
トコジラミで汚染された物品をビニール袋に密閉して廃棄する。

## 歴史
トコジラミ科のDNAを分析した研究では、本種とネッタイトコジラミは約4700万年前、トコジラミ科は約1億1500万年前に出現したとする結果が出ている。2017年に米国昆虫学会「Journal of Medical Entomology」に掲載された研究論文によると、アメリカ合衆国オレゴン州南部のペイズリー洞窟で見つかった5100年から1万1000年前の化石が世界最古のトコジラミ（厳密には近縁種）の化石とされている。また、エジプトからは、トコジラミが少なくとも3500年前から人間の寄生虫として知られていたことを示唆する化石が発見されている。数千年前にヨーロッパ、アジア、アフリカでヒトがコウモリと同じ洞穴に住むようになり、トコジラミやネッタイトコジラミもヒトを宿主にするようになったとされている。
初期の言及例としては紀元前400年ごろ、古代ギリシャの哲学者デモクリトスがトコジラミの予防策を伝えたものがある。その後はアリストテレスの『動物誌』内で言及され、西暦77年頃にローマで初めて出版されたプリニウスの『博物誌』では、ヘビの咬傷や耳の感染症などの病気の治療に薬効があるとしてトコジラミに言及している。他の地域、中国では600年ごろ、イングランドでは1583年ごろ、北アメリカでは1600年代に最初期の記録がある。
20世紀になってからは暖房の普及といった生活環境の変化の影響で、北米やヨーロッパなどの世界各地で屋内で時期を問わず発生するようになった。1940年代以降はDDTをはじめとする殺虫剤の普及や生活環境の改善とともに被害報告は珍しくなったが、1990年代半ば以降被害報告が再び増え始めており社会問題化している。再燃の原因については、カーバメイト系やピレスロイド系、有機リン系の殺虫剤に対する発達した薬剤抵抗性が報告されるなど、防除上の要因が考えられている。また、人々のトコジラミに対する知識低下や防除に有効だった殺虫剤の屋内使用に対する法規制、人間の往来の急増や家具類の流通量増加も一因として指摘されている。
オーストラリアやアメリカ合衆国でも、21世紀に入って再びトコジラミによる被害が拡大し、社会的影響を与えた。例えばアメリカ合衆国サンフランシスコでは2006年にトコジラミの大量発生が2年前と比べて倍以上の300件近くが衛生局に報告された。トコジラミによる被害額は世界で年間数十億ドルと推定されている。

### 日本
江戸時代には既に日本に侵入していたことが窺われる。一般的には文久年間（1861年から1864年）にオランダから購入した古船で発見されたのが日本における初見とされるものの、13世紀成立の古今著聞集や18世紀後半の菅江真澄『かたゐ袋』にトコジラミを想起させる記述がある。1595年刊行の『羅葡日対訳辞書』にも「トコムシ：cimex」としてトコジラミが掲載されているほか、1603年に刊行された『日葡辞書』にも同様にトコムシとして掲載されている。
博物学者の田中芳男は『南京蟲又床蝨』（1897年）にてトコジラミを文久年間にオランダから購入した古船から侵入したものと記すとともに、神戸での流行について報告している。磯野直秀は日本におけるトコジラミについて、室町時代には侵入していたと考えられるが、それほど拡散しなかったのか江戸期の文献では言及に乏しく、開国後の再侵入で本格的に分布を拡大したようだとする。
明確な記録は明治初期から知られ、1877年の西南戦争時に小倉の兵舎で発見されたのを皮切りに、軍隊の移動に伴い分布を広げ、鎮台虫とも呼ばれていた。明治10年代以降は南京虫としてしばしば新聞でも取り上げられるようになり、このころ刊行された『生物学語彙』（1884年）では初めてトコジラミという和名が見える。一方、明治初期に書かれたバジル・ホール・チェンバレンの『日本事物誌』のように南京虫を皆無とする文献もある。
明治期以降は都市部の家屋や宿屋へと分布を拡大していき、1960年代までトコジラミによる被害が見られた。殺虫剤のない時期は捕獲器や蒸気消毒器で、第二次世界大戦後はDDTやBHCで駆除が行われていた。DDTの普及のほか、1965年頃より使用されだした有機リン系の殺虫剤の普及や生活環境の改善により、1970年頃には殆ど目にすることはなくなった。しかし、21世紀（2005年ころ）に入って宿泊施設、次いで住宅から被害が報告されるようになった。東京都の場合、1990年代後半と2000年代を比較すると年間の相談件数が2.4倍に増えており、平尾 (2010)は全国的なデータはないとしつつ増加傾向は他でも見られると指摘している。要因としては殺虫剤に対する抵抗性発達の他にも、海外からの旅行者や帰国者によって持ち込まれた可能性が考えられている。2010年代以降も海外からの観光客や海外への渡航者の増大により、トコジラミが国内へ持ち込まれる機会が多くなった。東京都保健医療局によると、都内の保健所に寄せられたトコジラミの相談は、2023年度には537件あったとされる。
兵庫県神戸市にある寺院の住職が、鳥取県の三朝温泉にある旅館に宿泊した際、ダニに刺され、かゆみで葬式などの仕事ができなかったとして、旅館を相手に休業損害など計157万円の損害賠償を求めた民事訴訟の判決が2004年6月29日に神戸地方裁判所であった。裁判長はシラミ（保健所の鑑定により正しくはトコジラミと判明した）がいたことを認め、旅館に慰謝料10万円の支払いを命じた。訴えによると住職は三朝町内の旅館に宿泊した際、全身にかゆみを感じ、その治療に約2か月かかり、1か月以上休業したという。

## ギャラリー

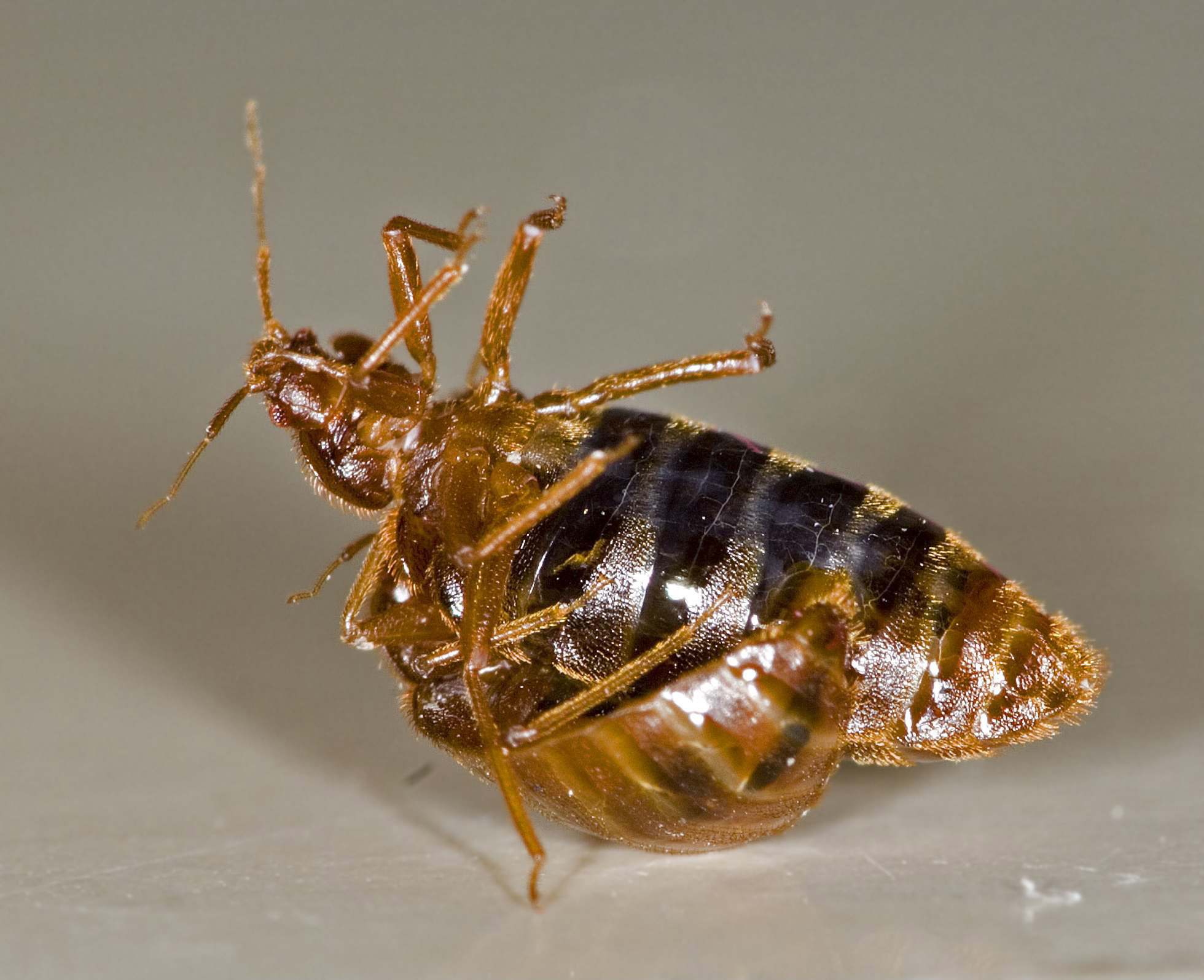
トコジラミの交尾
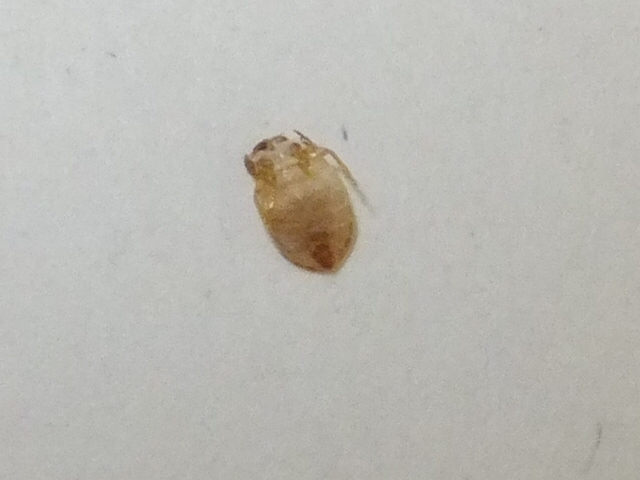
家具の裏など、掃除していると抜け殻が見つかる場合もある。